# Anamenia
Anamenia is een geslacht van wormmollusken uit de  familie van de Strophomeniidae.

## Soorten
- Anamenia agassizi (Heath, 1918)
- Anamenia amabilis Saito & Salvini-Plawen, 2010
- Anamenia amboinensis (Thiele, 1902)
- Anamenia borealis (Koren & Danielssen, 1877)
- Anamenia farcimen (Heath, 1911)
- Anamenia gorgonophila (Kowalevsky, 1880)
- Anamenia spinosa (Heath, 1911)
- Anamenia triangularis (Heath, 1911)